# Euregio Rijn-Waal
De Euregio Rijn-Waal is een Nederlands-Duits openbaar lichaam, waarbij ca. 51 gemeenten en regionale overheden zijn aangesloten. De Euregio Rijn-Waal heeft als belangrijkste doel de grensoverstijgende samenwerking op het gebied van economie en maatschappij te verbeteren en te intensiveren. Het werkgebied van de Euregio Rijn-Waal biedt veel mogelijkheden voor een sterke economische en maatschappelijke ontwikkeling. De Euregio Rijn-Waal brengt partners bij elkaar om gezamenlijke initiatieven te starten en zo gebruik te maken van synergie-effecten. 
Daarnaast behartigt de Euregio Rijn-Waal de belangen van haar leden en inwoners. De Euregio Rijn-Waal geldt als pleitbezorger voor de gehele grensregio. De Euregio Rijn-Waal zet zich bij Nederlandse, Duitse en Europese instellingen in voor de belangen van de grensregio. Dit om de leefbaarheid van het grensgebied te behouden en te versterken. De belangenbehartiging vindt plaats op alle maatschappelijk relevante gebieden: van economie en infrastructuur tot onderwijs en cultuur.  

Ook biedt de Euregio Rijn-Waal een platform voor diverse doelgroepen in de regio. Enkele voorbeelden zijn het Euregionale Forum Gezondheidszorg en de Ronde Tafel Openbare Orde en Veiligheid.

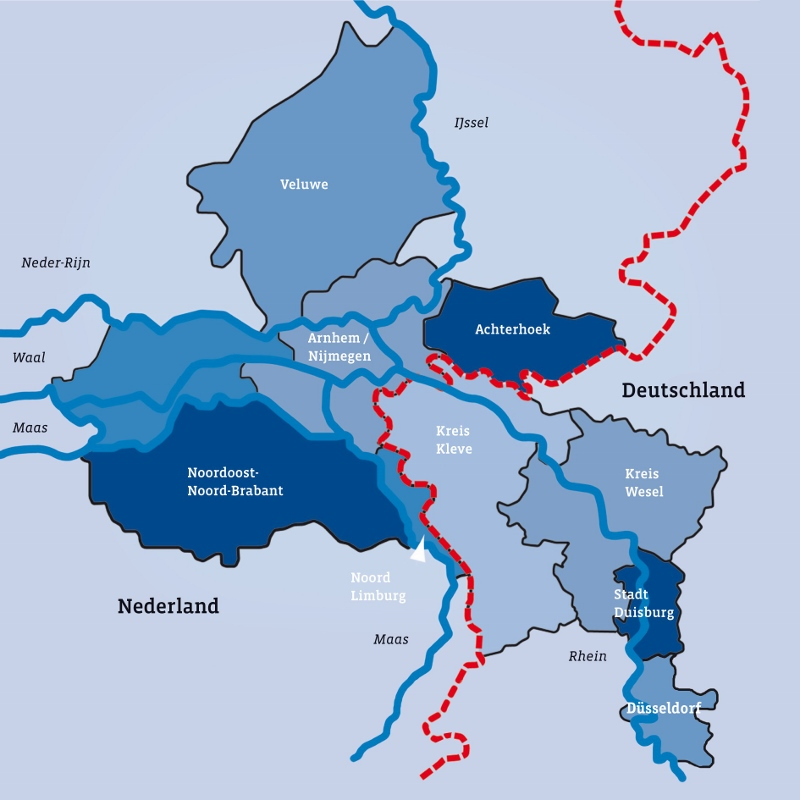
Werkgebied Euregio Rijn-Waal

## Werkgebied
Het werkgebied van de Euregio Rijn-Waal omvat aan Nederlandse kant een groot deel van de provincie Gelderland met de gebiedsdelen Arnhem-Nijmegen, West-Veluwe, Zuid-West-Gelderland, delen van Noordoost-Brabant en het noordelijke deel van de provincie Limburg. Aan Duitse kant omvat het werkgebied de Kreis Kleve, de Kreis Wesel en de steden Duisburg en Düsseldorf. De totale oppervlakte beslaat 8.663 km² waarin ca. 4,2 miljoen mensen leven. 

## Serviceaanbod
GrensInfoPunt
Het GrensInfoPunt bij de Euregio Rijn-Waal informeert werknemers en werkgevers onafhankelijk, individueel en gratis over werken, wonen of studeren over de grens of het aanstellen van personeel uit het buurland. Het is mogelijk om bij het GrensInfoPunt Rijn-Waal een afspraak maken voor een adviesgesprek. Voor complexe vragen beschikken de adviseurs bovendien over een uitgebreid netwerk bij de diverse Nederlandse en Duitse uitvoerende overheidsinstanties. 
Subsidieadvies
Op het kantoor van de Euregio Rijn-Waal kan men terecht voor advies over de subsidiëring van projecten in het kader van het Europese subsidieprogramma INTERREG Deutschland-Nederland. Dit programma is bedoeld voor projecten waarbij de samenwerking tussen inwoners in het Nederlands-Duitse grensgebied centraal staat. De belangrijkste doelstellingen van het programma zijn de verhoging van de innovatiekracht van de grensregio en het verminderen van de barrièrewerking van de grens. 
Om de INTERREG-middelen voor kleinere initiatieven toegankelijker te maken heeft de Euregio Rijn-Waal, in afstemming met de andere Duits-Nederlandse Euregio´s en de INTERREG-partners, een speciaal laagdrempelig programma ontwikkeld. Het Kleinprojectenfonds richt zich op activiteiten, georganiseerd door Nederlandse en Duitse onderwijsinstellingen, ondernemingen, verenigingen, organisaties en lokale en regionale overheden en instanties.
Euregio-Forum
Sinds 2005 is het Euregio-Forum in gebruik als ontmoetingsruimte voor grensoverstijgende bijeenkomsten, projecten, concerten, tentoonstellingen en workshops tot max. 200 personen. Het Euregio-Forum is uitgerust met alle moderne vergaderapparatuur en wordt ter beschikking gesteld voor bijeenkomsten met een grensoverstijgend en niet-commercieel karakter. De opvallende architectuur springt de bezoekers meteen in het oog, waarbij met name het contrast met het historische Haus Schmithausen opvallend is. Het Euregio-Forum is goed bereikbaar en toegankelijk voor rolstoelgebruikers. 

## Dagelijks Bestuur
De Euregio Rijn-Waal is een overheidslichaam. Haar belangrijkste comité is de Euregioraad met 149 afgevaardigden van de deelnemende leden. Het dagelijks bestuur bestaat uit acht leden, die eens in de vier jaar gekozen worden. Daarnaast zijn er drie gespecialiseerde commissies die subsidieaanvragen in behandeling nemen. Het dagelijks bestuur van de Euregio Rijn-Waal coördineert deze gang van zaken.
- Hubert Bruls (burgemeester van Nijmegen), voorzitter Euregio Rijn-Waal en lid Comité van Toezicht Interreg Deutschland-Nederland
- Thomas Ahls (burgemeester van Alpen), vice-voorzitter van de Euregio Rijn-Waal en voorzitter van de Regionale Interreg-stuurgroep
- Dr. Stefan Dietzfelbinger (directeur van de Niederrheinische Industrie und Handelskammer zu Duisburg, Wesel und Kleve), tevens voorzitter van de Commissie voor Economische Aangelegenheden
- Sören Link (burgemeester van Duisburg)
- Peter Hinze (burgemeester van Emmerich)
- Agnes Schaap (burgemeester van Renkum), tevens voorzitter van de Commissie voor Financien en Projecten
- Marieke Moorman (burgemeester Land van Cuijk), tevens voorzitter van de Commissie voor Grensoverschrijdende Aangelegenheden
- René Verhulst (burgemeester van Ede)

## Leden
- Gemeinde Alpen
- Gemeente Apeldoorn
- Gemeente Arnhem
- Gemeinde Bedburg-Hau
- Gemeente Berg en Dal
- Gemeente Bergen
- Gemeente Beuningen
- Stadt Dinslaken
- Gemeente Doesburg
- Gemeente Doetinchem
- Gemeente Druten
- Stadt Duisburg
- Gemeente Duiven
- Landeshauptstadt Düsseldorf
- Gemeente Ede
- Stadt Emmerich am Rhein
- Gemeente Gennep
- Stadt Goch
- Stadt Hamminkeln
- Gemeente Heumen
- Gemeinde Hünxe
- Stadt Kalkar
- Stadt Kevelaer
- Kreis Kleve
- Stadt Kleve
- Gemeinde Kranenburg
- Gemeente Land van Cuijck
- Organisation Landschaftsverband Rheinland
- Gemeente Lingewaard
- Stadt Moers
- Gemeente Montferland
- Gemeente Mook en Middelaar
- Organisation Niederrheinische Industrie- und Handelskammer Duisburg-Wesel-Kleve
- Gemeente Nijmegen
- Gemeente Oude IJsselstreek
- Gemeente Overbetuwe
- Stadt Rees
- Gemeente Renkum
- Gemeente Rheden
- Stadt Rheinberg
- Gemeinde Sonsbeck
- Gemeinde Uedem
- Gemeente Wageningen
- Gemeinde Weeze
- Kreis Wesel
- Stadt Wesel
- Gemeente West Maas en Waal
- Gemeente Westervoort
- Gemeente Wijchen
- Stadt Xanten
- Gemeente Zevenaar